# Enterprise Europe Network ČR

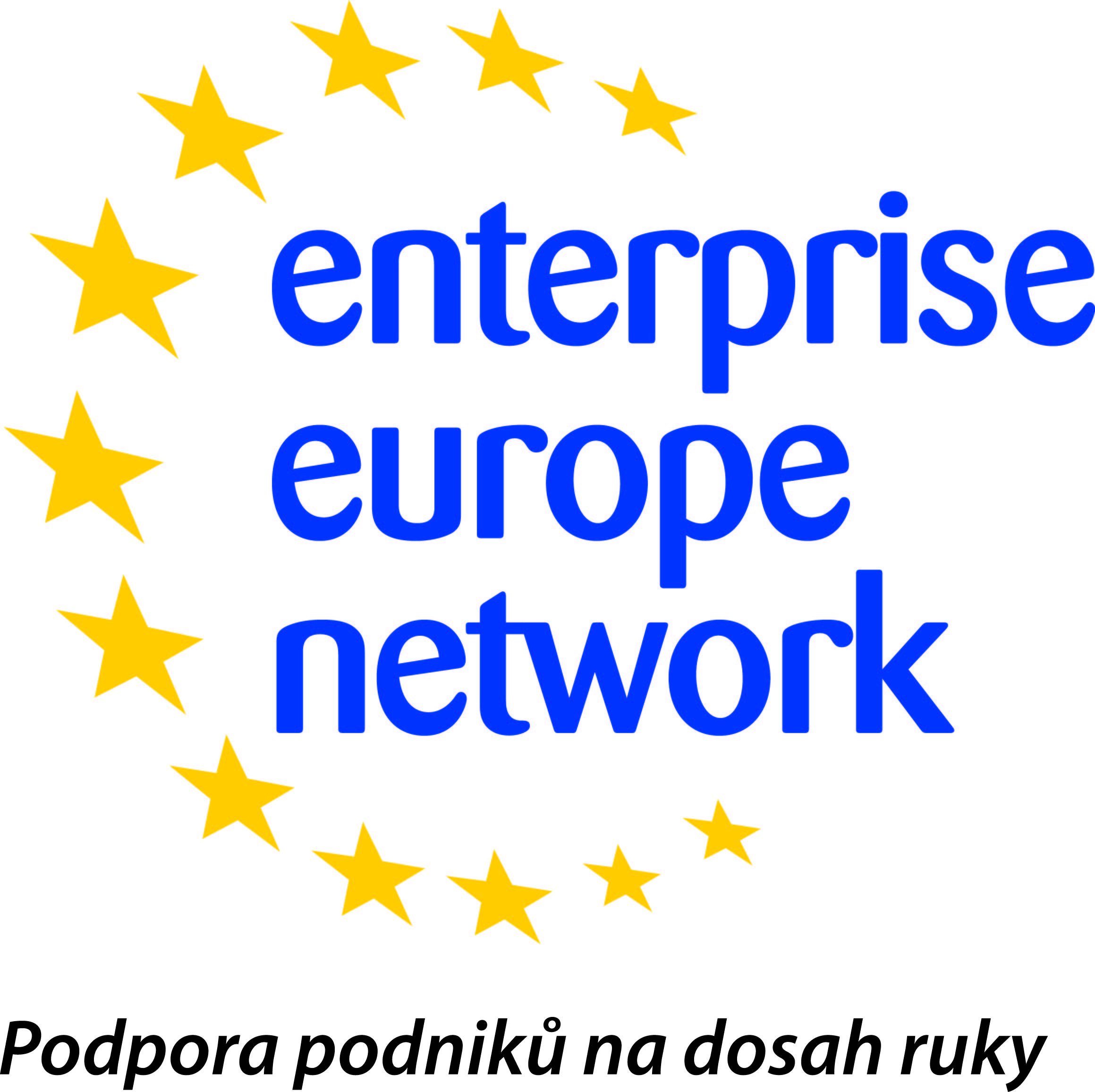
Logo

Enterprise Europe Network v České republice je poradenská síť, která poskytuje především malým a středním podnikům (MSP) odborné služby, zaměřené na jejich podporu a růst na mezinárodní trhy. Síť pomáhá při vyhledávání zahraničních kontaktů či projektových partnerů pro obchodní, technologickou nebo vědecko-výzkumnou spolupráci v mezinárodním měřítku a poskytuje konzultace k ochraně duševního vlastnictví a informace o evropském jednotném trhu.

## Vznik
Enterprise Europe Network v České republice je součástí mezinárodní sítě Enterprise Europe Network, která působí v 66 zemích světa. Enterprise Europe Network vznikla v únoru 2008 z iniciativy Evropské komise. První programovací období proběhlo v letech 2008 – 2014, druhé programovací období pokrývá léta 2015 – 2020.

## Konsorcium
V České republice pomáhá MSP konsorcium šesti partnerů:
- Technologické centrum AV ČR[1]
- BIC Plzeň, s.r.o.
- Centrum pro regionální rozvoj České republiky
- Jihomoravské inovační centrum
- Krajská hospodářská komora Moravskoslezského kraje
- Regionální hospodářská komora Brno

## Financování
Síť Enterprise Europe Network v České republice je financována Evropskou unií z programu COSME (Competitiveness of Small and Medium-sized Enterprises) a Ministerstvem průmyslu a obchodu ČR.